# Morano Calabro
Morano Calabro község (comune) Olaszország Calabria régiójában, Cosenza megyében.

## Fekvése
A megye északi részén fekszik a Coscile völgyében. Határai: Castrovillari, Mormanno, Rotonda, San Basile, Saracena, Terranova di Pollino és Viggianello.

## Története
A település alapításáról pontos adatok nincsenek. Első említése Muranum név alatt az i. e. 1. századból származik. Neve szerepel a Tabula Peutingerianán is. A 19. század elején, amikor a Nápolyi Királyságban felszámolták a feudalizmust Castrovillari része lett, majd hamarosan elnyerte önállóságát.

## Népessége
A népesség számának alakulása:

## Főbb látnivalói
- San Bernardino-templom
- Santa Maria Maddalena-templom
- Santi S. Pietro e Paolo-templom
- San Nicola-templom
- Madonna del Carmine-templom